# Andreas Koiser
Andreas Koiser (ur. 1978) – austriacki biegacz narciarski, mistrz świata juniorów, zawodnik klubu UNSC Mitterbach.

## Kariera
Największe sukcesy w karierze osiągnął w 1998 roku, kiedy podczas mistrzostw świata juniorów w St. Moritz zdobył złoty medal w biegu na 10 km techniką dowolną. Na tej samej imprezie zajął także czwarte miejsce w sztafecie oraz 28. miejsce na dystansie 30 km techniką klasyczną. W Pucharze Świata zadebiutował 8 stycznia 1998 roku w Ramsau, zajmując 76. miejsce w biegu na 15 km klasykiem. Jeszcze jeden raz wystartował w zawodach tego cyklu - 14 lutego 1999 roku w Seefeld in Tirol zajął 85. miejsce biegu na 10 km stylem dowolnym. Nigdy nie zdobył punktów do klasyfikacji generalnej PŚ. Nigdy też nie wziął udziału w igrzyskach olimpijskich ani mistrzostwach świata.

## Osiągnięcia

### Mistrzostwa świata juniorów
| Miejsce | Dzień       | Rok  | Miejscowość  | Konkurencja             | Wynik     | Strata  | Zwycięzca        |
| ------- | ----------- | ---- | ------------ | ----------------------- | --------- | ------- | ---------------- |
| 1.      | 21 stycznia | 1998 | Sankt Moritz | 10 km stylem dowolnym   | 25:27,0   | -       | -                |
| 4.      | 23 stycznia | 1998 | Sankt Moritz | Sztafeta 4x10 km        | 1:49:26,3 | +59,5   | Czechy           |
| 28.     | 25 stycznia | 1998 | Sankt Moritz | 30 km stylem klasycznym | 1:27:16,9 | +4:49,5 | Aleksiej Łuszkin |

### Puchar Świata

#### Miejsca w klasyfikacji generalnej
- sezon 1997/1998: -
- sezon 1998/1999: -

#### Miejsca na podium
Koiser nigdy nie stał na podium indywidualnych zawodów Pucharu Świata.